# Ходжаш Самуїл Мойсейович
Самуїл Мойсейович Ходжаш (нар. 15 серпня 1881, Кременчук, Полтавська губернія, Російська імперія — пом. 26 березня 1942, Євпаторія, Кримська АРСР, РРФСР) — адвокат, громадський діяч Євпаторії, за походженням — караїм.

## Життєпис
Самуїл Мойсейович Ходжаш народився в Кременчуці в сім'ї євпаторійського міщанина Мойсея Ельчафановича Ходжаш та Гулеф Ісааківни (уродж. Ходжаш), звідки 1885 року переїхав з рідними в Євпаторію.
Початкове караїмську освіту здобув в євпаторійському мідраші у шамаша Авраама Рофе. Загальну освіта отримав в місцевій прогімназії й одеській гімназії, склавши іспити на атестат зрілості 1900 року й вищу освіту — на юридичному факультеті Новоросійського університету (Одеса). Університет закінчив в 1904 році з дипломом 1-го ступеня, представивши при цьому залікову роботу на тему: «Цар і Патріарх, або Церква і Держава в царський період». Перед тим як написати вище вказаний твір, з 1904 року до кінця 1905 роки пробув за кордоном: в Австрії, Італії і Швейцарії, де вивчав історію мистецтв й питання про взаємини церкви і держави. Дочка Самуїла Мойсейовича, Адріана-Світлана-Гулеф — радянський та російський вчений-єгиптолог, археолог, довгі роки очолювала Відділ Сходу ДМІІ імені А. С. Пушкіна в Москві.

## Громадська діяльність
У 1905 році оселився в Одесі і був зарахований в помічники присяжного повіреного. В Одесі Ходжаш став одним з організаторів й активних учасників заснованого в 1905-1906 роках «Науково-педагогічного гуртка», за дорученням якого читав лекції і реферати з державнику праву в Одеських народних аудиторіях. У 1905 році відправлений заснованим в Одесі Громадським Комітетом як один з членів комісії до міст Бессарабії для дослідження причин, які викликали в них погроми.
У 1908 році Самуїл Мойсейович переселився до Сімферополя, де продовжував займатися юридичною практикою. У Сімферополі заснував «Товариство любителів мистецтва», в якому перебував близько 4-ох років головою Правління і читав реферати з питань мистецтва та літератури. У 1911 році затверджений у званні присяжного повіреного. У сімферопольській пресі став відомий завдяки своїм статтям з питань мистецтва.
У 1922 році переїхав до Євпаторії. Там він перебував на посаді юрист-консульт в Держкурорту до окупації Криму німецькими військами, займаючись разом з тим і юридичною практикою, користувався в місті популярністю й загальною повагою. За загальним визнанням, був знаючим і сумлінним захисником, освіченим, чесним і зі шляхетною вдачею.
Брав активну участь в житті євпаторійської караїмської громади. Так, під час німецької окупації Криму, коли над караїмами нависла небезпека знищення, будучи зарахованими до єврейської нації, Ходжаш розшукав в центральному архіві в Сімферополі, і доставив до Євпаторії для подання місцевим німецькому командуванню документи про те, що караїми не євреї, а окремий самостійним тюркський етнос.
Під час німецької окупації Криму йому було запропоновано, як популярному в місті інтелігентному громадському діячеві, зайняти посаду євпаторійського мера. За відмову співпрацювати 26 березня 1942 року розстріляний окупаційною владою.